# 拉卡區 (俄羅斯)

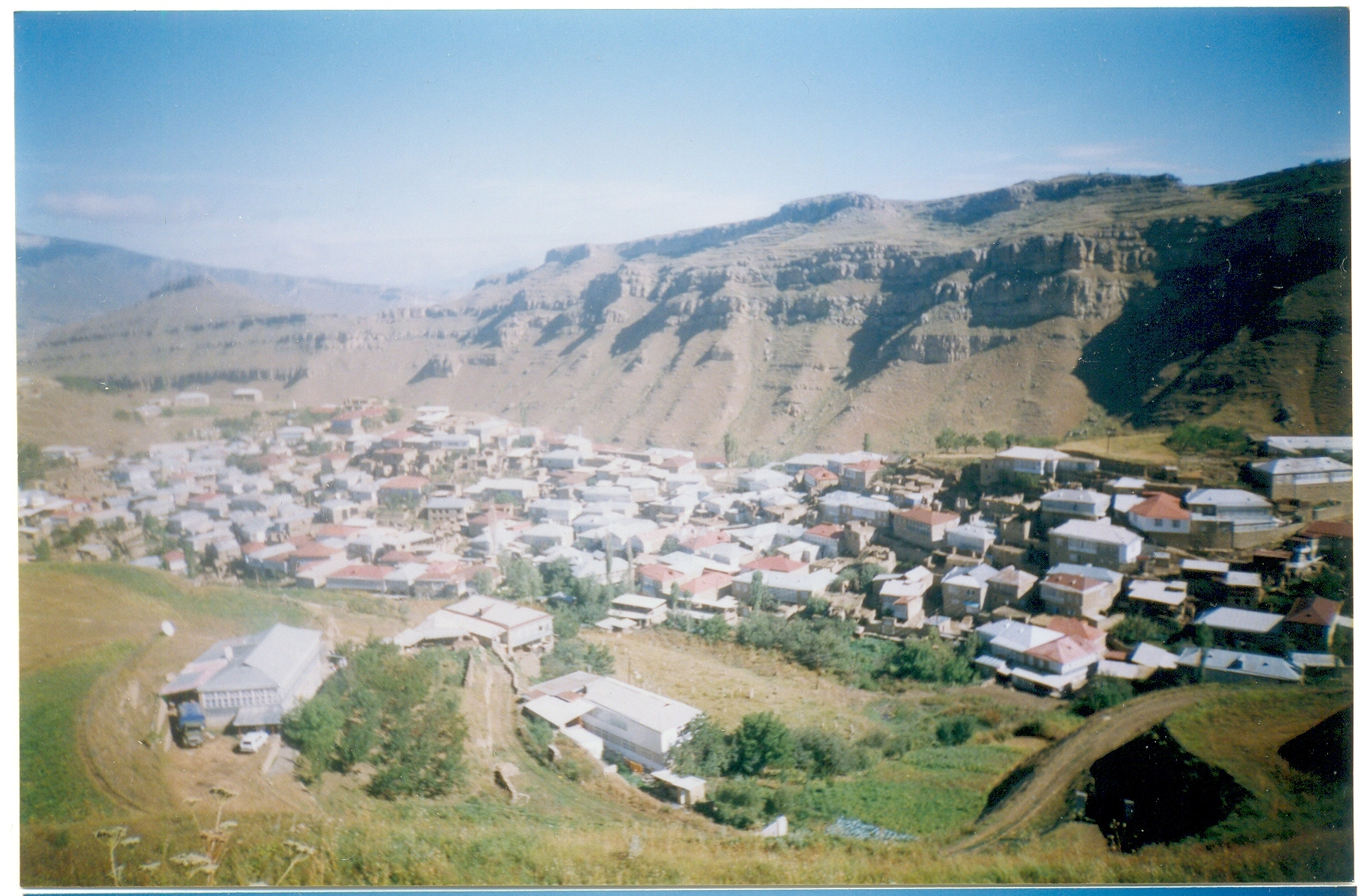

42°10′N 47°07′E / 42.167°N 47.117°E
拉卡區（俄语：Лакский район），是俄羅斯的一個區，位於該國西南部，由達吉斯坦共和國負責管轄，面積750平方公里，2010年人口12,161，人口密度每平方公里16.21人。此地与庫利區是拉克人的传统聚居区。